# مجلس التحرير

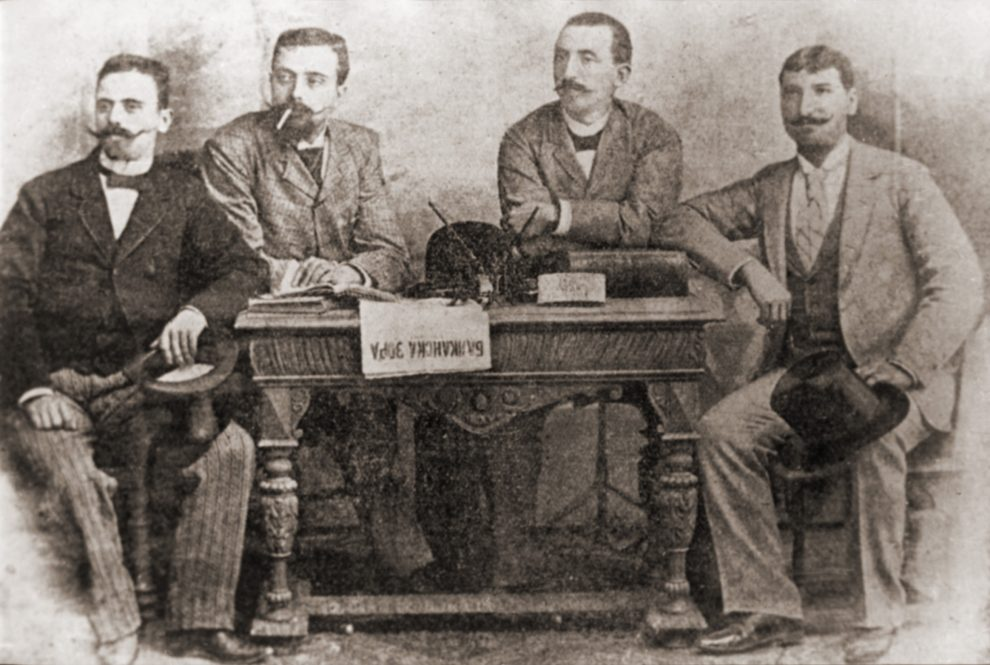

مجلس التحرير عبارة عن مجموعة من الأشخاص، خصوصًا في مجال المنشورات، الذين يتولون فرض توجه ونغمة السياسية التحريرية للمنشور.

## تكوين المجلس
في الصحف، غالبًا ما يتكون مجلس التحرير من محرر صفحة المقالات الافتتاحية وكتاب المقالات الافتتاحية. وتشتمل بعض الصحف على أشخاص آخرين كذلك.
ويمكن أن تشتمل مجالس التحرير للمجلات على خبراء في المجالات التي تركز عليها المجلة، ويمكن أن تحتوي المجلات الضخمة على عدة مجالس تحرير يتم تجميعها حسب الموضوع. ويمكن أن يشرف مجلس التحرير التنفيذي على مجالس الموضوعات هذه، وعادة ما يشتمل على المحرر التنفيذي ومندوبين من المجالس التي تركز على موضوعات بعينها.
كما يمكن أن يستخدم ناشرو الكتب كذلك مجالس التحرير، عن طريق الاستفادة من خبراء الموضوعات من أجل اختيار المخطوطات.
وتقريبًا تحتوي كل الدوريات العلمية على مجلس تحرير يتكون من خبراء مختارين من المجال العلمي الذي تغطيه المجلة بدون أجر. وغالبًا ما تكون تلك المناصب مناصب شرفية، رغم أن أعضاء المجلس في بعض الأحيان يقومون بتوفير مراجعة الأقران لما يتم تقديمه.

## الوظائف
تلتقي المجالس التحريرية على أساس منتظم من أجل مناقشة أحدث الأخبار والاتجاهات الفكرية وتناقش ما يجب أن تقوله الصحيفة في مجموعة من الأمور. وحينها، يقومون بتحديد الذين سيقومون بكتابة المقالات الافتتاحية وفي أي يوم. وعندما يظهر مثل هذا المقال الافتتاحي في صحيفة ما، فإنه يعتبر بمثابة الرأي المؤسسي لهذه الصحيفة.
وفي بعض الصحف، يقوم مجلس التحرير كذلك بمراجعة الأعمدة الخاصة بوكالات الأنباء والمؤسسات من أجل تضمينها في صفحة الآراء والتعليقات أو صفحة مقالات الرأي.
ولا تحتوي بعض الصحف، خصوصًا الصحف الصغيرة، على مجلس تحرير، حيث تختار الاعتماد بدلاً من ذلك على رؤية محرر مفرد في صفحة مقالات التحرير.
وفي الغالب يستخدم ناشرو الكتب والمجلات مجالس التحرير لديهم من أجل مراجعة أو اختيار المخطوطات أو المقالات، وفي بعض الأحيان، للتحقق من الحقائق.

## الدور في الحملات السياسية
يسيطر مجلس التحرير على عملية المصادقة للصحيفة أثناء الحملات. ويلتقي المرشحون مع مجلس التحرير في لقاء مجمع يمكن أن يستمر على مدار عدة ساعات، اعتمادًا على المنصب. وأثناء الاجتماع، يسأل المجلس المرشحين مجموعة من الأسئلة حول أمور متنوعة ويستخدم الاجتماع كوسيلة للحكم على المرشحين المطلوب التصديق عليهم.
ويمكن أن يلتقي المرشحون بشكل روتيني مع مجلس التحرير أثناء حملاتهم من أجل توفير آرائهم لمتخذي القرارات في الصحيفة. وتعد تلك طريقة من طرق توجيه التغطية الإعلامية والتأثير على المصادقة النهائية.

## وصلات خارجية
- Editorial Boards and the Public Interest by Clint Reilly